# Nigel Walker
Nigel Walker, född den 15 juni 1963 i Cardiff, är en brittisk före detta friidrottare och rugbyspelare. 
Walker deltog vid Olympiska sommarspelen 1984 där han tog sig till semifinalen på 110 meter häck. Han blev bronsmedaljör vid inomhus-VM 1987 på 60 meter häck. 
Han valde 1993 att byta sport till rugby där han representerade Wales under åren 1993 till 1998. Totalt gjorde han 17 landskamper för Wales.

## Personliga rekord
- 110 meter häck - 13,51 från 1990